# Orgyia dubia
Orgyia dubia, in der Literatur zuweilen auch als Teia dubia zu finden,  ist ein Schmetterling (Nachtfalter) aus der Unterfamilie der Trägspinner (Lymantriinae) innerhalb der Familie der Eulenfalter (Noctuidae).

## Merkmale

### Falter
Zwischen den Geschlechtern besteht ein starker Sexualdimorphismus. Die männlichen Falter haben normal entwickelte Flügel und erreichen eine Flügelspannweite von 17 bis 25 Millimetern. Die Vorderflügeloberseite besitzt eine hellgelbe Grundfärbung, auf der sich drei kräftige schwarzbraune Querbinden abheben, von denen die beiden inneren durch einen Quersteg am Innenrand verbunden sind. Der Mittelfleck ist groß, schwarzbraun und nierenförmig. Die Hinterflügeloberseite ist kräftig gelb gefärbt und zeigt einen breiten dunkelbraunen Außensaum. Vom Vorderrand erstreckt sich ein dunkler dreieckiger Fleck bis in die Diskalregion. Die Fühler sind doppelt bewimpert, der Thorax pelzig behaart.
Die flugunfähigen Weibchen haben komplett zurückgebildete Flügel und einen plumpen, kurz behaarten, graugelben bis braungelben Körper, der dem eines typischen Schmetterlings nicht entspricht. Ihre Körperlänge beträgt 13 bis 18, die Körperbreite 8 bis 10 Millimeter. Sie haben kurze sägezahnartige Fühler.

### Ei, Raupe, Puppe
Das Ei ist rund und weiß. Die Raupen sind auffällig gefärbt bzw. behaart und variieren in der Grundfärbung. Die Rückenbürsten und Haarpinsel sind weißlich, gelblich oder rötlich. Die weibliche Raupe ist wesentlich größer als die männliche. Dementsprechend ist auch die schwarzbraune weibliche Puppe deutlich größer als die männliche.

### Ähnliche Arten, Unterarten und Vorkommen
Bezüglich des Vorkommens der sehr ähnlichen Falter von Orgyia josephina und Orgyia splendida gibt es in älterer Literatur einige Fehlmeldungen und Unklarheiten. Orgyia josephina und Orgyia dubia sind auf Grund des Habitus, der Genitalmorphologie wie auch der Phänologie nicht zu trennen und deshalb schwierig zu bestimmen. Neuere Untersuchungen zeigen, dass auf Zypern nur Orgyia dubia vorkommt. Zwischen der aus Russland beschriebenen Orgyia dubia, der aus dem spanischen Andalusien beschriebenen Orgyia splendida und der aus Algerien beschriebenen Orgyia josephina wurden keine konstanten Genitalunterschiede festgestellt, weshalb in diesem Fall nur Orgyia dubia mit mehreren isolierten Unterarten: ssp. dubia in Russland, ssp. splendida auf der Iberischen Halbinsel (mittlerer und südlicher Teil) und dem nordwestlichen Afrika, ssp. arcerii in Sizilien, ssp. algirica in Nordafrika (von Algerien bis Israel), ssp. transcaspica in Turkmenistan und ssp. turcica in Kleinasien (inkl. Zypern) betrachtet wird. Zur Klärung offener Punkte innerhalb des Artenkomplexes dubia-josephina-splendida sind weitere genetische Untersuchungen, auch unter Anwendung von DNA-Barcoding-Analysen notwendig.

## Gesamtverbreitung und Lebensraum
Orgyia dubia kommt von der Iberischen Halbinsel durch ganz Nordafrika bis Ägypten, Sizilien, Palästina, Zypern, Syrien, Iran, Kleinasien, Armenien, Südrussland sowie bis nach Zentralasien vor. Die Art besiedelt viele sehr unterschiedliche Biotope und wurde noch in Höhen von 3300 Metern nachgewiesen.

## Lebensweise
Die Falter bilden je nach dem Vorkommensgebiet eine oder auch mehrere Generation pro Jahr, die zwischen April und Oktober anzutreffen sind. Die Männchen sind tagaktiv und fliegen in schnellem Flug im Sonnenschein auf  der Suche nach den Weibchen. Diese verbleiben am oder im Gespinst, das die Puppenhülle umgibt und sind standorttreu. Nach der Begattung legen sie die Eier in Spiegeln am Gespinst ab. Nahrungspflanzen der Raupen sind die Blätter von Eichen (Quercus) sowie von verschiedenen niedrig wachsenden Pflanzen, dazu zählen: Retama, Meerträubel (Ephedra), Vogelknöteriche (Polygonum), Ampfer (Rumex), Klee (Trifolium), Melden (Atriplex), Gänsefüße (Chenopodium), Sonnenröschen (Helianthemum), Heidekrautgewächse (Ericaceae), Ginster (Genista) und viele andere mehr.